# Campionati europei di nuoto in vasca corta 2010 - 400 metri misti maschili
Le qualifiche per la finale si sono svolte la mattina del 26 novembre 2010, mentre la finale si è svolta la sera dello stesso giorno.

## Medaglie
| Posizione | Atleta           | Paese    |
| --------- | ---------------- | -------- |
| Oro       | Dávid Verrasztó  | Ungheria |
| Argento   | Yannick Lebherz  | Germania |
| Bronzo    | Federico Turrini | Italia   |

## Record
Prima della manifestazione il record del mondo (RM), il record europeo (EU) e il record dei campionati (RC) erano i seguenti.
| Record mondiale       | 3:57.27 | László Cseh Ungheria | 11 dicembre 2009 Istanbul, Turchia |
| Record europeo        | 3:57.27 | László Cseh Ungheria | 11 dicembre 2009 Istanbul, Turchia |
| Record dei campionati | 3:57.27 | László Cseh Ungheria | 11 dicembre 2009 Istanbul, Turchia |

Durante la competizione non sono stati migliorati record.

## Risultati batterie
| Pos. | Atleta                | Nazionalità | Tempo        | Batteria     | Corsia       | Note         |
| ---- | --------------------- | ----------- | ------------ | ------------ | ------------ | ------------ |
| 1    | Dávid Verrasztó       | Ungheria    | 4:07.67      | 3            | 4            |              |
| 2    | Federico Turrini      | Italia      | 4:09.79      | 3            | 6            |              |
| 3    | Alan Cabello Forns    | Spagna      | 4:10.05      | 2            | 4            |              |
| 4    | Yannick Lebherz       | Germania    | 4:10.27      | 1            | 5            |              |
| 5    | Vytautas Janušaitis   | Lituania    | 4:10.52      | 3            | 3            |              |
| 6    | Diogo Filipe Carvalho | Portogallo  | 4:10.61      | 1            | 4            |              |
| 7    | Luca Marin            | Italia      | 4:11.82      | 3            | 5            |              |
| 8    | Ioannis Drymonakos    | Grecia      | 4:12.25      | 1            | 7            |              |
| 9    | Maxym Shemberyev      | Ucraina     | 4:13.18      | 1            | 2            |              |
| 10   | Carlos Vives Gomis    | Spagna      | 4:13.40      | 2            | 5            |              |
| 11   | Raphael Stacchiotti   | Lussemburgo | 4:14.79      | 3            | 2            |              |
| 12   | Yury Suvorau          | Bielorussia | 4:16.39      | 2            | 2            |              |
| 13   | Sergey Strelnikov     | Russia      | 4:18.22      | 1            | 3            |              |
| 14   | Jakub Maly            | Austria     | 4:18.36      | 2            | 6            |              |
| 15   | Zsombor Szana         | Ungheria    | 4:18.60      | 3            | 1            |              |
| 16   | Ganesh Pedurand       | Francia     | 4:22.41      | 3            | 7            |              |
| 17   | Dinko Jukić           | Austria     | 4:25.10      | 1            | 6            |              |
|      | Jonathan Massacand    | Svizzera    | non partito  | non partito  | non partito  | non partito  |
|      | Ilya Volovnik         | Russia      | squalificato | squalificato | squalificato | squalificato |

## Finale
| Pos. | Atleta                | Nazionalità | Tempo   | Corsia | Note |
| ---- | --------------------- | ----------- | ------- | ------ | ---- |
|      | Dávid Verrasztó       | Ungheria    | 4:03.06 | 4      |      |
|      | Yannick Lebherz       | Germania    | 4:05.08 | 6      |      |
|      | Federico Turrini      | Italia      | 4:05.24 | 5      |      |
| 4    | Vytautas Janušaitis   | Lituania    | 4:05.85 | 2      |      |
| 5    | Luca Marin            | Italia      | 4:09.11 | 1      |      |
| 6    | Alan Cabello Forns    | Spagna      | 4:11.38 | 3      |      |
| 7    | Diogo Filipe Carvalho | Portogallo  | 4:11.41 | 7      |      |
| 8    | Ioannis Drymonakos    | Grecia      | 4:12.15 | 8      |      |